# Jim Delligatti
Michael James Delligatti, dit Jim Delligatti, né le 2 août 1918 à Uniontown en Pennsylvanie et mort le 28 novembre 2016 à Fox Chapel en Pennsylvanie, est un entrepreneur américain. Jim Delligatti a été l'un des premiers franchisés de la chaîne de restauration rapide McDonald's, ouvrant la première de ses 48 succursales à Uniontown en Pennsylvanie en 1957. Jim Delligatti est connu comme le créateur du hamburger Big Mac de McDonald's en 1967,.